# Рылин, Василий Васильевич
Василий Васильевич Рылин (1911—1993) — конструктор ядерных реакторов, лауреат Сталинской премии (1949).
Во время войны — инженер НИИ наркомата миномётного вооружения. Награждён медалью «За трудовую доблесть» (16.09.1945).
С января 1946 г. руководитель конструкторской группы НИИ химического машиностроения (директор — Н. А. Доллежаль).
Участвовал в разработке первого проекта уранового реактора (с вертикальным вариантом компоновки), утверждённого и переданного строителям в августе того же года.
Реактор, который получил индекс «А» — Аннушка, был запущен 19 июня 1948 г.
За вклад в его создание получил Сталинскую премию, орден Трудового Красного Знамени и квартиру в высотном доме.
С 1952 г. заместитель начальника отдела НИИ-8 (новый институт, который возглавил Доллежаль).
Последние 3 года перед выходом на пенсию работал научным сотрудником одной из лабораторий.
Семья: жена, сын.